# Red Sundown
Red Sundown is een Amerikaanse western uit 1956 onder regie van Jack Arnold.

## Verhaal
De revolverheld Alec Longmire wil zijn leven omgooien, nadat hij bijna is gestorven in een duel. Hij wordt de assistent van de eerlijke sheriff Jade Murphy, die betrokken is bij een vete tussen lokale veeboeren en een rijke landeigenaar. Alec wordt bovendien verliefd op Caroline, de dochter van de sheriff.

## Rolverdeling
| Acteur           | Personage           |
| ---------------- | ------------------- |
| Rory Calhoun     | Alec Longmire       |
| Martha Hyer      | Caroline Murphy     |
| Dean Jagger      | Sheriff Jade Murphy |
| Robert Middleton | Rufus Henshaw       |
| Grant Williams   | Chet Swann          |
| Lita Baron       | Maria               |
| James Millican   | Bud Purvis          |
| Trevor Bardette  | Sam Baldwin         |
| Leo Gordon       | Rod Zellman         |
| David Kasday     | Hughie Clore        |
| Terry Gilkyson   | Zangstem            |